# Кадыров, Владимир Николаевич
Владимир Николаевич Кадыров (1929, Термез, Термезский район, Узбекская ССР, СССР — 4 октября 1974, Самарканд, Узбекская ССР, СССР) — советский хозяйственный, государственный и партийный деятель, первый секретарь Самаркандского обкома КП Узбекской ССР (c 1973), депутат Совета Союза Верховного Совета СССР 9-го созыва.

## Биография
Родился в 1929 году. Член КПСС с 1955 года.
С 1955 года — на хозяйственной, общественной и политической работе. В 1955—1974 гг. — инструктор обкома комсомола, преподаватель педагогического училища, заведующий отделом, первый секретарь Сурхандарьинского обкома комсомола, первый секретарь райкома, секретарь Сурхандарьинского обкома КП Узбекской ССР, ректор Термезского государственного педагогического института, заведующий отделом административных органов ЦК КП Узбекской ССР, 1-й секретарь Самаркандского обкома КП Узбекской ССР.
Избирался депутатом Совета Союза Верховного Совета СССР 9-го созыва от Самаркандской области.
Умер в Самарканде в 1974 году.